# Lamposaaret (ö i Södra Savolax, Pieksämäki)
Lamposaaret är en ö i Finland. Den ligger i sjön Saimen och i kommunen Jockas i den ekonomiska regionen  Pieksämäki ekonomiska region  och landskapet Södra Savolax, i den södra delen av landet, 230 km nordost om huvudstaden Helsingfors. Öns area är 1,4 hektar och dess största längd är 190 meter i sydöst-nordvästlig riktning.  Notera att namnet antyder att det är fråga om flera öar.